# Alayta
L'Alayta è un gruppo di vulcani posta a sud-ovest del lago Afrera nella depressione dancalica in Etiopia. 
I campi di lava di questo gruppo sono molto estesi 2700 km quadrati e di recente formazione. L'eruzione di lava da basaltica a trachitica fuori esce da fessure disposte da nord a sud. I due principali vulcani di questo gruppo sono Alayta e il Dabbahu alto 1442 metri, posto nella parte meridionale del gruppo.